# صن فالي
صن فالي (بالإنجليزية: Sun Valley, Texas)‏ هي مدينة تقع بولاية تكساس في شمال شرق الولايات المتحدة. تبلغ مساحة هذه المدينة 0.4 (كم²)، وترتفع عن سطح البحر 163 م، بلغ عدد سكانها 51 نسمة في عام 2000 حسب إحصاء مكتب تعداد الولايات المتحدة وتصل الكثافة السكانية فيها 128.2 نسمة/كم2.

## وصلات خارجية
- The US50 - Cities and Towns in Texas State